# Loi de Laplace (probabilités)
Pour les articles homonymes, voir Loi de Laplace.
Ne pas confondre avec la loi de Laplace-Gauss.
En théorie des probabilités et en statistiques, la loi (distribution) de Laplace est une densité de probabilité continue, portant le nom de Pierre-Simon de Laplace. On la connaît aussi sous le nom de loi double exponentielle, car sa densité peut être vue comme l'association des densités de deux lois exponentielles, accolées dos à dos. La loi de Laplace s'obtient aussi comme résultat de la différence de deux variables exponentielles indépendantes.

## Caractérisation

### Densité de probabilité
Une variable aléatoire suit une loi de Laplace(μ, b) si sa densité de probabilité est
{\displaystyle f(x|\mu ,b)={\frac {1}{2b}}\exp \left(-{\frac {|x-\mu |}{b}}\right)\,\!}
{\displaystyle ={\frac {1}{2b}}{\begin{cases}\exp \left(-{\frac {\mu -x}{b}}\right)&{\mbox{si }}x<\mu \\[8pt]\exp \left(-{\frac {x-\mu }{b}}\right)&{\mbox{si }}x\geq \mu \end{cases}}}
Le réel μ est un paramètre de position et b > 0 un paramètre d'échelle. Si μ = 0 et b = 1, la loi de Laplace est dite standard et sa restriction à la demi-droite réelle positive est la loi exponentielle de paramètre 1/2.
La densité rappelle aussi celle de la loi normale ; toutefois, tandis que la loi normale est exprimée en termes de la différence au carré {\displaystyle (x-\mu )^{2}}, la loi de Laplace fait intervenir la différence absolue {\displaystyle |x-\mu |}. La loi de Laplace présente alors des queues plus épaisses que la loi normale.

### Fonction de répartition
La densité de la loi de Laplace s'intègre aisément grâce à la présence de la valeur absolue. Sa fonction de répartition est :
| {\displaystyle F(x)\,} | {\displaystyle =\int _{-\infty }^{x}\!\!f(u)\,\mathrm {d} u} |
|                        | {\displaystyle ={\begin{cases}{\frac {1}{2}}\exp \left(-{\frac {\mu -x}{b}}\right)&{\mbox{si }}x<\mu \\[8pt]1-{\frac {1}{2}}\exp \left(-{\frac {x-\mu }{b}}\right)&{\mbox{si }}x\geq \mu \end{cases}}} |
|                        | {\displaystyle =0,5\,[1+\operatorname {sgn}(x-\mu )\,(1-\exp(-\|x-\mu \|/b))].} |

La réciproque de la fonction de répartition est
{\displaystyle F^{-1}(p)=\mu -b\,\operatorname {sgn}(p-0,5)\,\ln(1-2|p-0,5|).}

## Tirer une variable selon la loi de Laplace
Étant donné une variable U, tirée selon une loi uniforme continue dans l'intervalle [-1/2, 1/2], la variable suivante
{\displaystyle X=\mu -b\,\operatorname {sgn}(U)\,\ln(1-2|U|)}
est distribuée selon la loi de Laplace de paramètres μ et b. Ce résultat provient de l'expression de l'inverse de la fonction de répartition et de la méthode de la transformée inverse.
Une variable Laplace(0, b) peut aussi se générer comme la différence de deux variables exponentielles, de paramètre 1/b, indépendantes. De même, une loi Laplace(0, 1)  peut s'obtenir en considérant le logarithme du ratio de deux variables uniformes indépendantes.

## Estimation des paramètres
Étant donné un échantillon de N variables iid x1, x2..., xN, un estimateur {\displaystyle {\hat {\mu }}} de {\displaystyle \mu } est la médiane empirique, 
et un estimateur par maximum de vraisemblance de b est
{\displaystyle {\hat {b}}={\frac {1}{N}}\sum _{i=1}^{N}|x_{i}-{\hat {\mu }}|.}

## Moments
Les moments centrés d'ordre r peuvent s'exprimer à partir des moments ordinaires :
{\displaystyle \mu _{r}'={\frac {1}{2}}\sum _{k=0}^{r}{\binom {r}{k}}k!b^{k}\mu ^{(r-k)}\{1+(-1)^{k}\}}

## Lois associées
- Si {\displaystyle X\sim \mathrm {Laplace} (0,b)\,} alors {\displaystyle |X|\sim \mathrm {Exponentielle} (b^{-1})\,} est une loi exponentielle;
- Si {\displaystyle X\sim \mathrm {Exponentielle} (\lambda )\,} et Y indépendante de {\displaystyle X\,} suit une loi de Rademacher, alors {\displaystyle XY\sim \mathrm {Laplace} (0,\lambda ^{-1})\,};
- Si {\displaystyle X_{1}\sim \mathrm {Exponentielle} (\lambda _{1})\,} et {\displaystyle X_{2}\sim \mathrm {Exponentielle} (\lambda _{2})\,} indépendantes de {\displaystyle X_{1}\,}, alors {\displaystyle \lambda _{1}X_{1}-\lambda _{2}X_{2}\sim \mathrm {Laplace} \left(0,1\right)\,}.